# Mokrzyca (roślina)

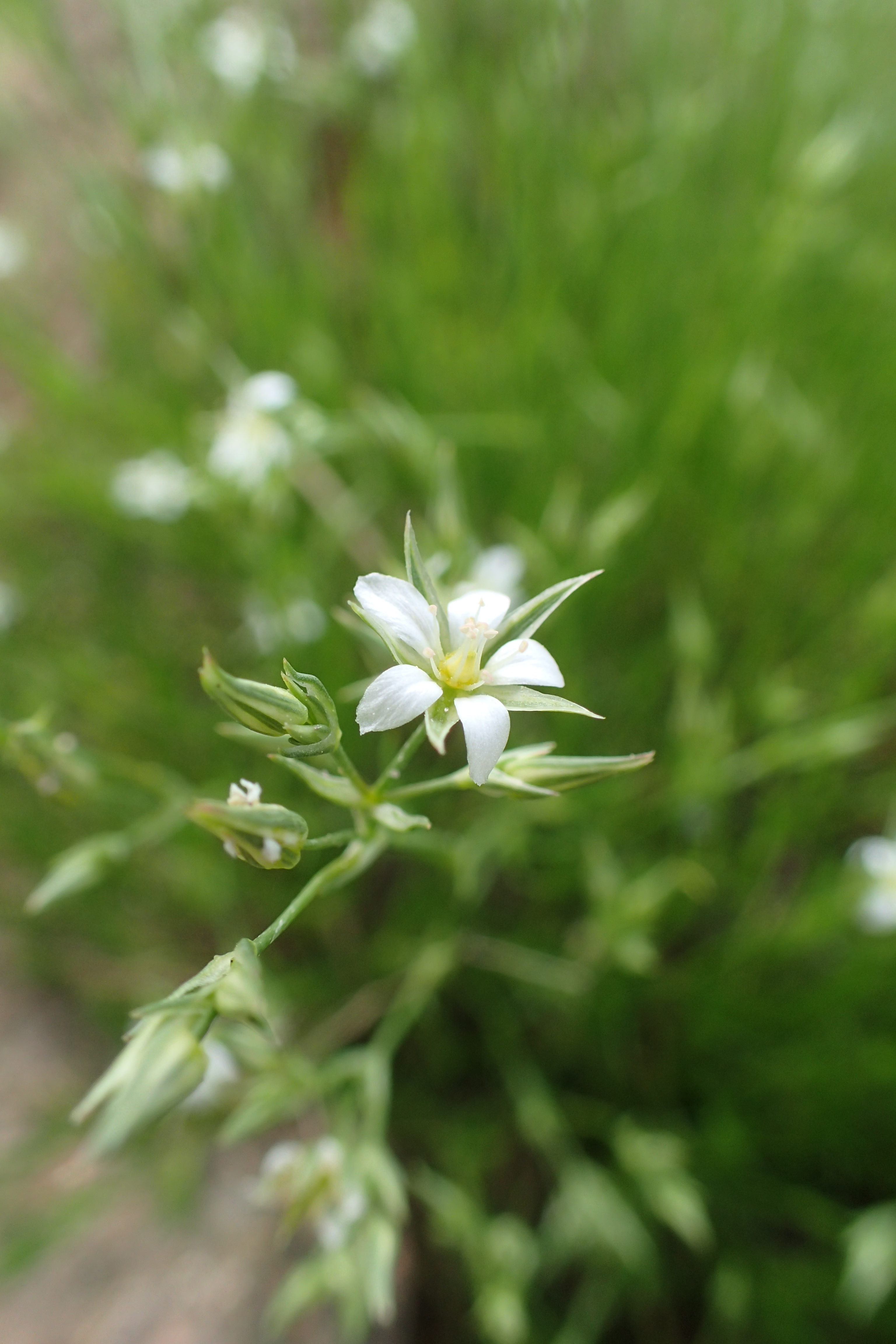
Minuartia recurva

Mokrzyca (Minuartia L.) – rodzaj roślin z rodziny goździkowatych (Caryophyllaceae). W tradycyjnym ujęciu (na podstawie wybranych cech morfologicznych) zaliczano tu ponad 175 gatunków rozprzestrzenionych na półkuli północnej, głównie w strefie umiarkowanej, z centrum zróżnicowania w obszarze śródziemnomorskim, w rejonie Kaukazu oraz w Ameryce Północnej. Analizy molekularne ujawniły, że w tradycyjnym ujęciu rodzaj jest polifiletyczny i w nowych ujęciach jest dzielony na liczne nowe rodzaje. W wąskim ujęciu zaliczanych jest tu 66 gatunków występujących w Europie, Azji południowo-zachodniej i wschodniej oraz północnej i wschodniej Afryce. W tradycyjnym ujęciu rodzaju w Polsce rosło 5 jego przedstawicieli (+ jeden dziczejący przejściowo), we współczesnym wąskim ujęciu tylko dwa z nich należą nadal do tego rodzaju.
Niektóre gatunki z rodzaju uprawiane są jako rośliny ozdobne.

## Morfologia
Rodzaj w tradycyjnym ujęciu grupował rośliny goździkowate o następujących cechach: brak przysadek, działki wolne, płatki białe, zwykle w liczbie 5, słupki 3 i taka sama liczba ząbków na owocu.
W węższym ujęciu należą tu rośliny o liściach równowąskich i szczecinkowatych, kwiatach 5-krotnych z białymi płatkami, działkami ostrymi, 3-, 5- lub 9-nerwowymi. W odróżnieniu od rodzaju Sabulina, jeśli działki mają 3 nerwy to jednocześnie też otaczający je błoniasty rąbek jest szeroki. Szyjki słupka są 3. Owocem jest torebka otwierająca się trzema ząbkami.

## Systematyka

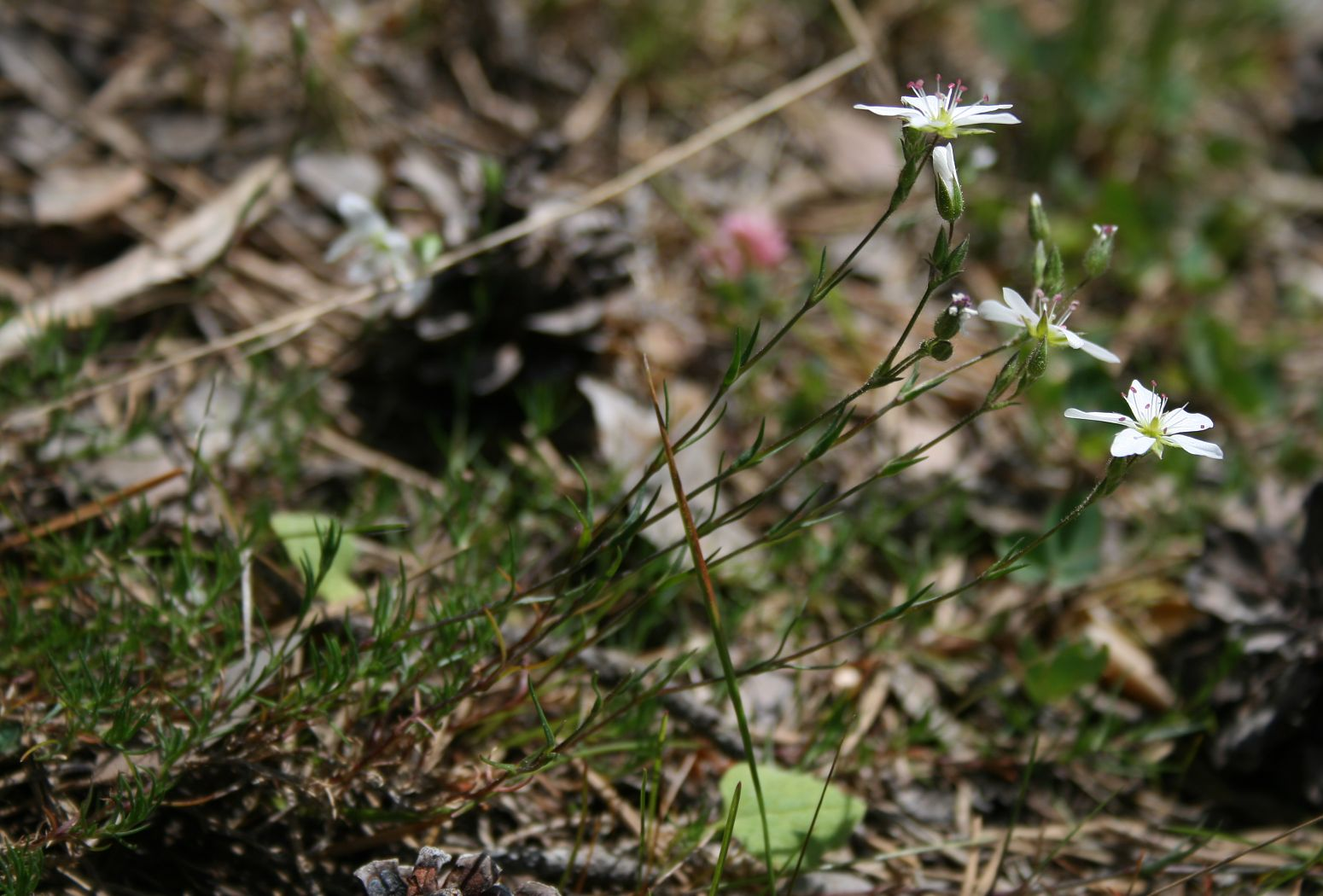
Minuartia hirsuta

Rodzaj w tradycyjnym ujęciu był taksonem sztucznym grupującym rośliny o wspólnych cechach morfologicznych. Badania molekularne wykazały, że każdy z czterech podrodzajów tradycyjnie tu zaliczanych należy do innej linii rozwojowej goździkowatych w obrębie dwóch różnych podrodzin – Alsinoideae i Caryophylloideae, a najbardziej zróżnicowany podrodzaj typowy składa się z 7 kladów, które także nie są monofiletyczne. Chcąc zachować w ramach rodzaju wszystkie klasyfikowane tu tradycyjnie gatunki, konieczne byłoby włączenie tu wielu mniej lub bardziej odrębnych rodzajów liczących łącznie aż dwa tysiące gatunków. W efekcie przyjęto rozwiązanie polegające na wyodrębnieniu wielu tradycyjnie zaliczanych tu gatunków w osobne rodzaje. Najbardziej odległe taksonomicznie gatunki wyodrębnione zostały w rodzaj Rhodalsine i włączone do rodzaju Eremogone. Z reszty wyodrębniono rodzaje: Cherleria, Facchinia, Mcneillia, Minuartiella, Mononeuria, Pseudocherleria, Sabulina i Triplateia.
Gatunki flory Polski
Pierwsza nazwa naukowa według listy krajowej, druga – obowiązująca według bazy taksonomicznej Plants of the World online (jeśli jest inna)
- mokrzyca Kitaibela, m. modrzewiolistna Minuartia kitaibelii (Nyman) Pawł. ≡ Cherleria langii (G.Reuss) A.J.Moore & Dillenb.
- mokrzyca lepka Minuartia viscosa (Schreb.) Schinz & Thell. ≡ Sabulina viscosa (Schreb.) Rchb.
- mokrzyca mieszańcowa Minuartia hybrida (Vill.) Schischk. ≡ Sabulina tenuifolia subsp. tenuifolia
- mokrzyca rozchodnikowata Minuartia sedoides (L.) Hiern) ≡ Cherleria sedoides L.
- mokrzyca szczeciolistna Minuartia setacea (Thuill.) Hayek)
- mokrzyca drobnokwiatowa Minuartia pauciflora (Kit.) Dvořáková

Wykaz gatunków (w wąskim ujęciu rodzaju)
- Minuartia abchasica Schischk.
- Minuartia adenotricha Schischk.
- Minuartia aksoyi Koç & Hamzaoğlu
- Minuartia alpuensis Çilden & Altınözlü
- Minuartia anatolica (Boiss.) Woronow
- Minuartia athoa (Griseb.) Kamari
- Minuartia bosniaca (Beck) K.Malý
- Minuartia bulgarica (Velen.) Graebn.
- Minuartia buschiana Schischk.
- Minuartia campestris L.
- Minuartia confusa (Boiss.) Maire & Petitm.
- Minuartia corymbulosa (Boiss. & Balansa) McNeill
- Minuartia decipiens (Fenzl) Bornm.
- Minuartia dichotoma L.
- Minuartia ebracteolata Majumdar & G.S.Giri
- Minuartia ellenbeckii (Engl.) M.G.Gilbert
- Minuartia erythrosepala (Boiss.) Hand.-Mazz.
- Minuartia eurytanica (Boiss. & Heldr.) Hand.-Mazz.
- Minuartia euxina Klokov
- Minuartia filifolia (Forssk.) Mattf.
- Minuartia funkii (Jord.) Graebn.
- Minuartia globulosa (Labill.) Schinz & Thell.
- Minuartia glomerata (M.Bieb.) Degen
- Minuartia granuliflora (Fenzl) Grossh.
- Minuartia greuteriana Kamari
- Minuartia hamata (Hausskn.) Mattf.
- Minuartia hamzaoglui Koç & Aksoy
- Minuartia hirsuta (M.Bieb.) Hand.-Mazz.
- Minuartia hondoensis (Ohwi) Ohwi
- Minuartia innominata McNeill
- Minuartia intermedia (Boiss.) Hand.-Mazz.
- Minuartia isaurica McNeill
- Minuartia kitanovii Panov
- Minuartia krascheninnikovii Schischk.
- Minuartia lanuginosa (H.J.Coste) Braun-Blanq.
- Minuartia leucocephala (Boiss.) Mattf.
- Minuartia leucocephaloides (Bornm.) Bornm.
- Minuartia libanotica (Boiss.) Bornm.
- Minuartia mairei Quézel
- Minuartia meyeri (Boiss.) Bornm.
- Minuartia micrantha Schischk.
- Minuartia montana L.
- Minuartia mucronata (L.) Schinz & Thell.
- Minuartia multinervis (Boiss.) Bornm.
- Minuartia nifensis McNeill
- Minuartia palyzanica Proskur.
- Minuartia parvulorum Mouterde & Sam. ex Rech.f.
- Minuartia pauciflora (Kit.) Dvořáková – mokrzyca drobnokwiatowa, m. wiosenna
- Minuartia perdita Dvořáková
- Minuartia recurva (All.) Schinz & Thell.
- Minuartia rostrata (Pers.) Rchb.
- Minuartia rumelica Panov
- Minuartia sandwithii Maire & N.D.Simpson
- Minuartia sclerantha (Fisch. & C.A.Mey.) Thell.
- Minuartia setacea (Thuill.) Hayek – mokrzyca szczeciolistna
- Minuartia sintenisii (H.Lindb.) Rech.f.
- Minuartia stereoneura Mattf.
- Minuartia stojanovii (Kitan.) Kožuharov & Kuzmanov
- Minuartia strandjensis Panov
- Minuartia tchihatchewii (Boiss.) Hand.-Mazz.
- Minuartia tenuissima (Pomel) Mattf.
- Minuartia torosensis Koç & Hamzaoğlu
- Minuartia tricostata A.P.Khokhr.
- Minuartia turcica Koç
- Minuartia valedictionis McNeill
- Minuartia woronowii Schischk.